# Righteous Babe Records
Righteous Babe Records är den amerikanska sångerskan Ani DiFrancos eget skivbolag, grundat 1990.

## Artister
Artister som gett ut musik via Righteous Babe Records:
- Ani Di Franco (grundare)
- Anaïs Mitchell
- Gracie and Rachel
- Utah Phillips
- Jocelyn Mackenzie
- Pieta Brown
- Peter Mulvey
- Sekou Sundiata